# Leonel Manzano
Leonel "Leo" Manzano (Dolores Hidalgo, México, 12 de septiembre de 1984) es un atleta de media distancia de pista y campo mexicano-estadounidense que se especializa en 1500 metros. Fue medallista de plata en los Juegos Olímpicos de 2012.
Tres semanas después de ganar su carrera colegial final, Manzano clasificó para los Juegos Olímpicos de Beijing 2008 con un segundo puesto en los Ensayos Olímpicos de Estados Unidos 2008. En los Juegos Olímpicos de Beijing 2008, se colocó duodécimo en la semifinal. Fue medalla de plata en Londres 2012.